# Наваррете, Рамон
Рамон Наваррете (исп. Ramón Navarrete; 1822, Мадрид — 1897) — испанский журналист, редактор и писатель.
На протяжении пятнадцати лет был редактором издания «La Gaceta», часто писал для неё статьи сам под псевдонимами «Alma viva» и «Asmodeo»; наибольшей известностью пользовалась серия его статей «Los salones de Madrid», в которой он давал подробные описания званых вечеров в аристократических домах. В газете «La Época» также вёл хронику светской жизни. Считался одним из крупнейших «социальных летописцев» Испании своего времени и знатоком дворянского быта. Под иными псевдонимами сотрудничал также в газетах «El Siglo XIX», «El Heraldo» и многих других.
Помимо журналистики занимался был также автором художественных произведений: новелл («Creencias у desengaños») и целого ряда пьес («Emilia», «Don Rodrigo Calderon», «Caprichos de la fortuna», «Un matrimonio a la moda», «Verdades y ficciones», «Suenos y realidades», «El duque de Alcira», «Los dominos blancos»); некоторые из них были переведены на французский язык. Написал также ряд либретто на испанском языке к французским операм.